# دليل الخليج
دليل الخليج وعمان ووسط الجزيرة العربية (بالإنجليزية: Gazetteer of the Arabic Gulf, Oman and Central Arabia) موسوعة تاريخية وجغرافية وإحصائية باللغة الإنجليزية، من إصدار الحكومة البريطانية، تعنى بمنطقة الخليج العربي والجزيرة العربية والعراق. أشرف على إعدادها البريطاني قوردون لوريمر (بالإنجليزية: J. G. Lorimer)، الموظف لدى الحكومة البريطانية في الهند، بين عامي 1903 و1915 م للاستعمال البريطاني الرسمي. قد ظلّت الموسوعة سرّية المحتوى حتى سنة 1970 م حين سمحت الحكومة البريطانية بنشرها.

## إعداد الموسوعة
جاء إعداد الموسوعة بقرار من حكومة الهند البريطانية. كان الهدف من المشروع إصدار دليل سهل يمكن لموظفي الدولة ودبلوماسييها المعنيين بمنطقة الخليج العربي الرجوع إليه للحصول على المعلومات الأساسية اللازمة للعمل في المنطقة. وقد كانت الحكومة البريطانية ترى في ذلك أهمية كبيرة من أجل تعزيز نفوذها في المنطقة خصوصاً في وجه القوى الأوروبية الأخرى. وتم تكليف قوردون لوريمر، من موظفي الخدمة المدنية الهندية، بالإشراف على فريق من موظفي الحكومة الهندية لإعداد الموسوعة، وذلك عام 1903م. ولقد قسم لوريمر العمل إلى قسمين كبيرين: «تاريخي» و«جغرافي»، وأكتمل العمل على القسم الجغرافي سنة 1908م، بينما لم يكتمل العمل على القسم التاريخي حتى عام 1915م، بعد موت لوريمر بعام. وطبعت الموسوعة في ذلك العام في مدينة كلكتا بشكل محدود جداً، ووُضعت تحت تصنيف «سرّي وللعمل الرسمي»، وظلت الموسوعة سرّية حتى عام 1970م حينما نشرت لأول مرة. وتم إعادة طبع الموسوعة مرتين بعد ذلك.
على الرغم من أن المعلومات الواردة في القسم الجغرافي، قد تجاوزها الزمن إلا أنه صار من أهم المصادر التي يعتمد عليها مؤرخو المنطقة. وصف الملحق الأدبي لجريدة التايمز اللندنية سنة 1971م القسم التاريخي بأنه «هائل» في محتواه، ووصفت القسم الجغرافي بأنه «بلا بديل معاصر،» وقالت مجلة تاريخية أمريكية عام 1991م: «كمصدر لمواضيع متنوعة كالتواريخ السياسية والاقتصاد والعبودية والبرقيات ومعاجم القبائل فإن ما جمعه لوريمر هو بلا مثيل.»

## المحتوى
يتألف دليل الخليج مما يقارب ستة آلاف صفحة موزعة على ستة مجلّدات. وهي في قسمين رئيسيين: القسم التاريخي، وهو الأكبر ويشغل أربعة مجلّدات، والقسم الجغرافي والإحصائي ويقع في مجلّدين.

### القسم التاريخي
يتناول القسم التاريخي تاريخ منطقة الخليج بشكل عام منذ سنة 1507 م، ثم يتفرع ليتناول تاريخ كل منطقة أو دولة على حدة، وهي: عمان، و«ساحل الصلح» (الإمارات حالياً)، وقطر، والبحرين، والأحساء، والكويت، ونجد، والعراق، وعربستان (خوزستان حالياً)، والساحل الإيراني، ومكران.
ألحق لوريمر بالقسم التاريخي مجموعة من المقالات في مواضيع متخصصة مثل تجارة اللؤلؤ وتجارة العبيد، والوضع الصحي والأوبئة، والزراعة، ومدى توفر الأسلحة المختلفة، بالإضافة إلى معلومات حول علاقات المنطقة الخارجية مع الدول الأخرى ونصوص للمعاهدات التي عقدتها بريطانيا مع حكام المنطقة.
اعتمد لوريمر في القسم التاريخي على أرشيفات الحكومة البريطانية، ملخصاً ما جاء فيها، ويعتبر المؤرخون هذا القسم مصدراً أولياً غنياً بالمعلومات التاريخية، ولكن هذه المعلومات تأتي بوجهة نظر بريطانية رسمية بحتة، كما يتحاشى لوريمر الخوض في الخلافات بين حكومة الهند البريطانية من جهة ووزارة الخارجية البريطانية من جهة أخرى. يقول مؤرخ بريطاني: «لم يكتب لوريمر تاريخاً للخليج، ولا للدور البريطاني فيه، ولكنه صنع هيكلاً يمكن للباحثين العمل عليه. كأي هيكل، الأجزاء المشوّقة غائبة، لكنه يبقى إطاراً لا غنى عنه.»

### القسم الجغرافي والإحصائي
تم تصنيف هذا القسم على شكل معجم جغرافي، يحتوي على مقالات حول مدن وقرى ومناطق وأسر حاكمة وقبائل ومجموعات دينية وعرقية، متفاوتة في من حيث التفصيل، وتورد هذه المقالات إحصائيات وتقديرات حول عدد سكان المدن والقرى، وعدد أفراد القبائل وأماكن تواجدهم وأحوالهم الدينية والسياسية والاجتماعية، ونوعية الأسلحة المتوفرة لدى المدن والقبائل، كما توجد مقالات عن الطرق والدروب والمسالك التي يمكن للمسافر أخذها داخل الجزيرة العربية. وتعكس هذه المقالات مدى المعلومات المتوافرة لدى الحكومة البريطانية في تلك الفترة، كما تشكل في كثير من الأحيان المصدر الوحيد لهذه الإحصائيات.
اعتمد ج. ج. لوريمر وأعوانه في هذا القسم على معلومات استخباراتية وعمل ميداني بالإضافة إلى مؤلفات الرحالة السابقين مثل دوتي وبالغريف وبوركهاردت، ولكن يعاب عليه قلة ذكره للمصادر فلا يعرف أحياناً إذا ما كانت المعلومة منقولة من أولئك الرحالة أم من تقارير الاستخبارات.

### الملحق
يحتوي الملحق الذي في آخر الموسوعة على مجموعة من الخرائط ومشجرات الأسر الحاكمة.

## الترجمة إلى العربية
منذ أن سمحت الحكومة البريطانية بنشر دليل الخليج صدرت ترجمتان منه للغة العربية إحداهما في عُمان والأخرى في قطر، كما صدرت مختارات وملخصات مترجمة تختص بمواضيع معينة، مثل كتاب «الكويت في دليل الخليج» لخالد سعود الزيد (1982 م) استخلص فيه المواد المتعلقة بالكويت، وهو أيضاً في جزأين (تاريخي وجغرافي)، وكتاب «تاريخ البلاد السعودية في دليل الخليج» لمحمد بن سليمان الخضيري (2001 م) استخلص فيه المواد المتعلقة بتاريخ السعودية، وكتاب «معجم قبائل الخليج في مذكرات لوريمر» لسعود الخالدي (2002 م) استخلص فيه المواد المتعلقة بالقبائل العربية.

## هامش
1. 1 2  Archive Editions Ltd - UK publishers of primary source research collections نسخة محفوظة 30 يناير 2017 على موقع واي باك مشين.
2. ↑  University Press - British Parliamentary Papers Catalog [وصلة مكسورة] نسخة محفوظة 10 يناير 2020 على موقع واي باك مشين.
3. ↑  بيترسون، ص 1436
4. ↑  روبن بيدويل، ص 235
5. ↑  فاسيلييف، ص 18
6. ↑  صحيفة الجزيرة، العدد 19، 7 جمادى الأولى 1424  نسخة محفوظة 06 يونيو 2017 على موقع واي باك مشين.

## وصلات خارجية
- تفاصيل إعداد دليل الخليج في صحيفة البيان الإماراتية